# Pfeffersche Zelle

Schematische Darstellung der Pfefferschen Zelle

Die Pfeffersche Zelle ist eine von dem deutschen Botaniker Wilhelm Pfeffer entwickelte Vorrichtung zur Messung des osmotischen Drucks wässriger Lösungen. Ihr Funktionsprinzip ist das eines Membranosmometers. Pfeffer beschrieb sie in seiner 1877 erschienenen Arbeit Osmotische Untersuchungen.

## Aufbau und Wirkungsweise

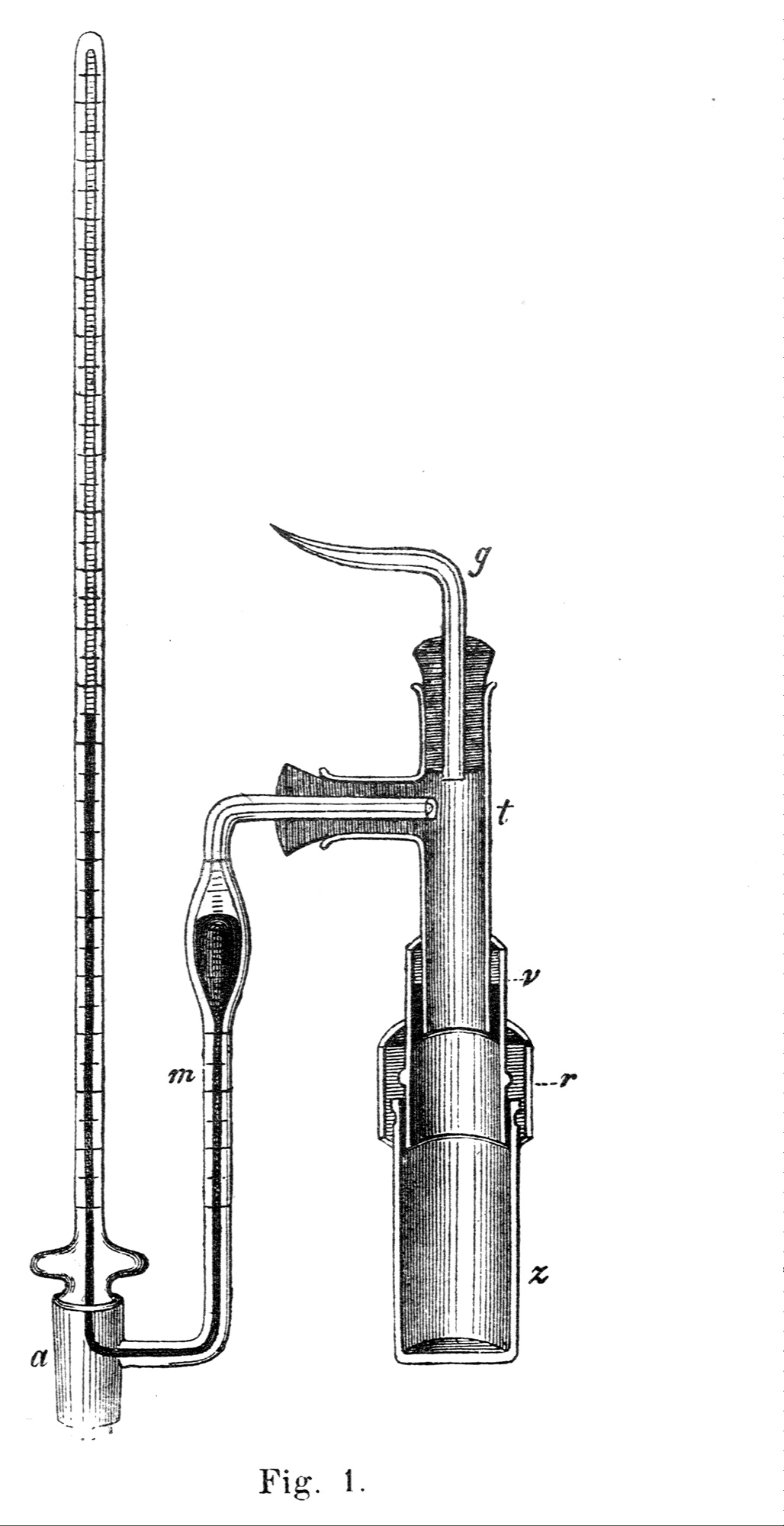
Pfeffersche Zelle: Abbildung Fig. 1 aus Osmotische Untersuchungen (S. 5). Manometer (m), Thonzelle (z), ineinandergesetzte Glasstücke (v)(t), Glasring (r)

In der von Pfeffer ursprünglich entwickelten Form besteht die Pfeffersche Zelle aus einem unglasierten Tongefäß, das mit einem kolloiden Film überzogen ist. Dieser Film wirkt als semipermeable Membran, die für Wasser gut, für gelöste Substanzen wie Zucker oder Salze dagegen praktisch undurchlässig ist. Um den Film zu erzeugen, tauchte Pfeffer das Tongefäß zunächst in eine Lösung aus Kupfersulfat und dann in gelöstes Kaliumhexacyanidoferrat(II) (gelbes Blutlaugensalz), wodurch sich Niederschlagsmembranen aus Kupfer(II)-hexacyanoferrat(II) in den Poren des Gefäßes bildeten. Pfeffer experimentierte auch mit Niederschlagsmembranen aus anderen Substanzen wie Berlinerblau. Gelegentlich verwendete er Membranen aus Calciumphosphat, „Eisenphosphat“ oder „Eisenoxydhydrat“, die nicht durch alkalische Lösungen zersetzt werden.
Die zu messende Lösung (zum Beispiel eine Zuckerlösung) wird in das vorbereitete Gefäß gefüllt, das an einem Ende mit einem Pfropfen verschlossen und dann in ein größeres Gefäß mit reinem Wasser gestellt wird. In dem Pfropf steckt ein Steigrohr aus Glas. Dringt durch Osmose Wasser von außen in die Zelle, wird die Flüssigkeit in dem Steigrohr solange ansteigen, bis ihr hydrostatischer Druck dem osmotischen Druck der ursprünglich eingefüllten Lösung (vor der Verdünnung durch das einströmende Wasser) entspricht. Die Druckerhöhung kann entweder aus der Höhe der Flüssigkeitssäule ermittelt oder mittels Manometer unmittelbar gemessen werden. Pfeffer verwendete ein zweischenkliges, an die Tonzelle angeschlossenes Luftmanometer wie in Abbildung Fig. 1 dargestellt.

## Bedeutung

### Messung des osmotischen Drucks

Auf Pfeffers Messungen (hier mit gelöstem Rohrzucker, Tabelle 9) gründete der spätere Nobelpreisträger van ’t Hoff seine Theorie des osmotischen Drucks

Mit der Pfefferschen Zelle war es erstmals möglich, den osmotischen Druck exakt zu messen. Vor Pfeffer hatten Moritz Traube und andere Naturforscher mit Glasröhrchen experimentiert, bei denen eine Öffnung durch eine Niederschlagsmembran verschlossen und die zu untersuchende Lösung eingefüllt wurde. Das Röhrchen wurde dann in die umgebende Flüssigkeit eingetaucht. Diese Anordnung war mechanisch wenig stabil, da die Membran bei den auftretenden Drücken leicht zerreißen konnte. Eine quantitative Bestimmung des osmotischen Drucks war damit nicht möglich.
Bald griffen andere Forscher Pfeffers Entwicklung auf: So entwickelte der niederländische Chemiker Jakobus van ’t Hoff 1887 anhand von Pfeffers Messergebnissen seine grundlegenden Arbeiten zur Analogie zwischen Dampfdruck und osmotischem Druck. Der US-amerikanische Chemiker Harmon Northrop Morse fand ein elektrolytisches Verfahren zur Auftragung der Niederschlagsmembranen und konnte so van ’t Hoffs Theorie bestätigen und verbessern.
Heute wird die Pfeffersche Zelle mit kolloiden Niederschlagsmembranen als Osmometer praktisch nicht mehr eingesetzt, da die Herstellung mit hohem Aufwand verbunden ist und die verwendeten „Membranbildner“ (wie Kupfersulfat und gelbes Blutlaugensalz) in den verwendeten Lösungen vorhanden sein müssen.

### Osmotisches Modell der Pflanzenzelle
Als Vorbild für seine Entwicklung dienten Pfeffer Pflanzenzellen, bei denen die semipermeable Plasmamembran auf der mechanisch stabilen Zellwand als Widerlager aufliegt. In dieser Analogie entspricht die Niederschlagsmembran der Plasmamembran und die Tonzelle der Zellwand.
Pfeffer führte mit seiner Apparatur zahlreiche Messungen durch, mit denen er Wasserstrom und Druckverhältnisse für unterschiedlich konzentrierte Lösungen untersuchte. Als Motivation gab er an, die Ursache für „die oft sehr hohen hydrostatischen Druckkräfte in Pflanzenzellen kennen zu lernen“ (Osmotische Untersuchungen - 8. Diosmose gelöster Körper, S. 47). Für die Diskussion der „Zellmechanik“ im zweiten Teil der Osmotischen Untersuchungen diente ihm die Pfeffersche Zelle als Modell für das osmotische Verhalten von lebenden Zellen. Struktur und Eigenschaften der Plasmamembran waren zu Pfeffers Zeiten erst wenig erforscht.
Heute wird in der Pflanzenphysiologie die Pfeffersche Zelle, meist in abgewandelter Form, noch zur Veranschaulichung des Osmometers und des Wasserpotentials beschrieben.